# Polygenis dunni
Polygenis dunni är en loppart som först beskrevs av Jordan et Rothschild 1922.  Polygenis dunni ingår i släktet Polygenis och familjen Rhopalopsyllidae. Inga underarter finns listade i Catalogue of Life.